# Ассізі
Ассізі (італ. Assisi; гал. діал. Асиж від пол. Asyż) — муніципалітет в Італії, у регіоні Умбрія, провінція Перуджа.
Ассізі розташоване на відстані близько 135 км на північ від Рима, 20 км на схід від Перуджі.
Населення — 28 266 осіб (2014). Щорічний фестиваль відбувається 12 серпня. Ассізі — батьківщина і місце релігійної діяльності святих Франциска Ассізького і Клари Ассізької. Покровитель — Святий Руфін.

## Географія
Місто Ассізі розташоване на західному боці гори Монте-Субазіо.

## Історія
Численні археологічні знахідки вказують, що Ассізі бере початок з маленького селища, в якому мешканці (Умбри) проживали вже у часи Віллановіно (9 — 8 століття до р.х.).
Латинське місто Assisium — місце народження римського поета Проперція і батьківщина св. Франциска, який тут побудував перший монастир свого ордену. Монастир цей з того часу вважається першокласним між іншими монастирями франциськанського ордену і має ім'я Сакро-Конвенто. Довгий час він знаходився у володінні міноритів, в теперішній же час використовується як духовна семінарія і університет.

## Культура
З римської старовини в Ассізі зберігся чудовий портик храму Мінерви, так само як і руїни, і залишки акведука, і етруських міських стін. Середньовічні укріплення відносяться до XIV століття.
Місто Ассізі, Базиліка св. Франческо та інші місця пов'язані з св. Франческо оголошені ЮНЕСКО надбанням людства.

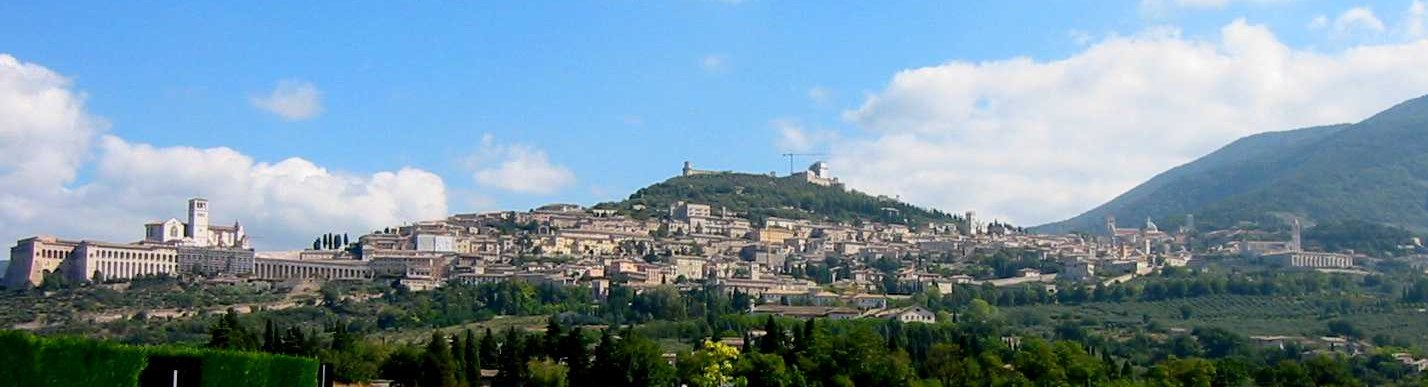

## Демографія
Населення за роками:

Станом на 31 грудня 2014 року в муніципалітеті офіційно проживало 3088 іноземців з 89 країн, серед них 1226 громадян країн Євросоюзу та 108 громадян України.

## Уродженці
- Франциск Ассізький (1181/1182 — 3 жовтня 1226) — італійський християнський святий, монах, місіонер.
- Андреа Ранокк'я (*1988) — італійський футболіст, захисник.

## Сусідні муніципалітети
- Бастія-Умбра
- Беттона
- Каннара
- Ночера-Умбра
- Перуджа
- Спелло
- Вальфаббрика
- Вальтопіна

## Галерея

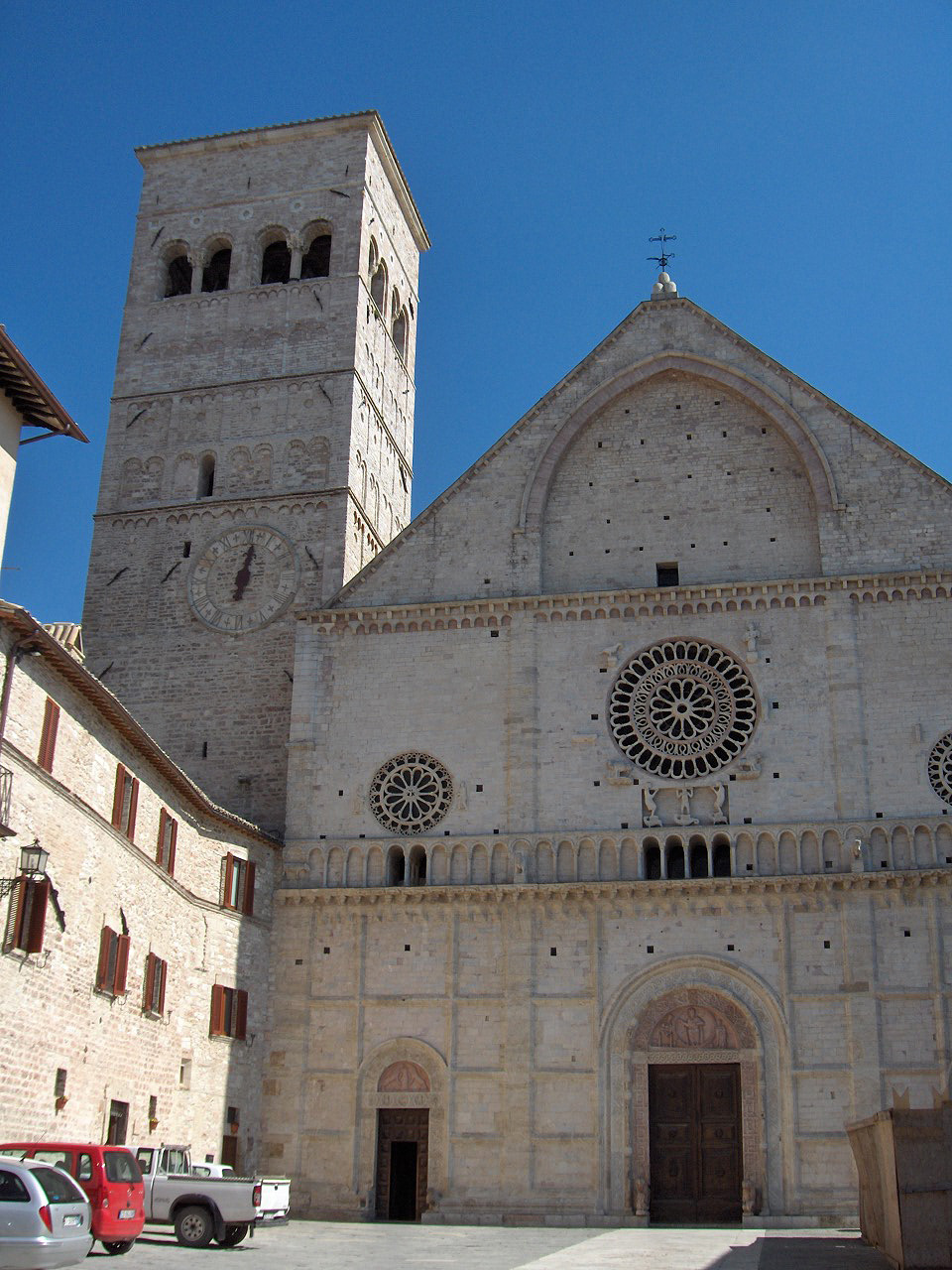
Міський собор
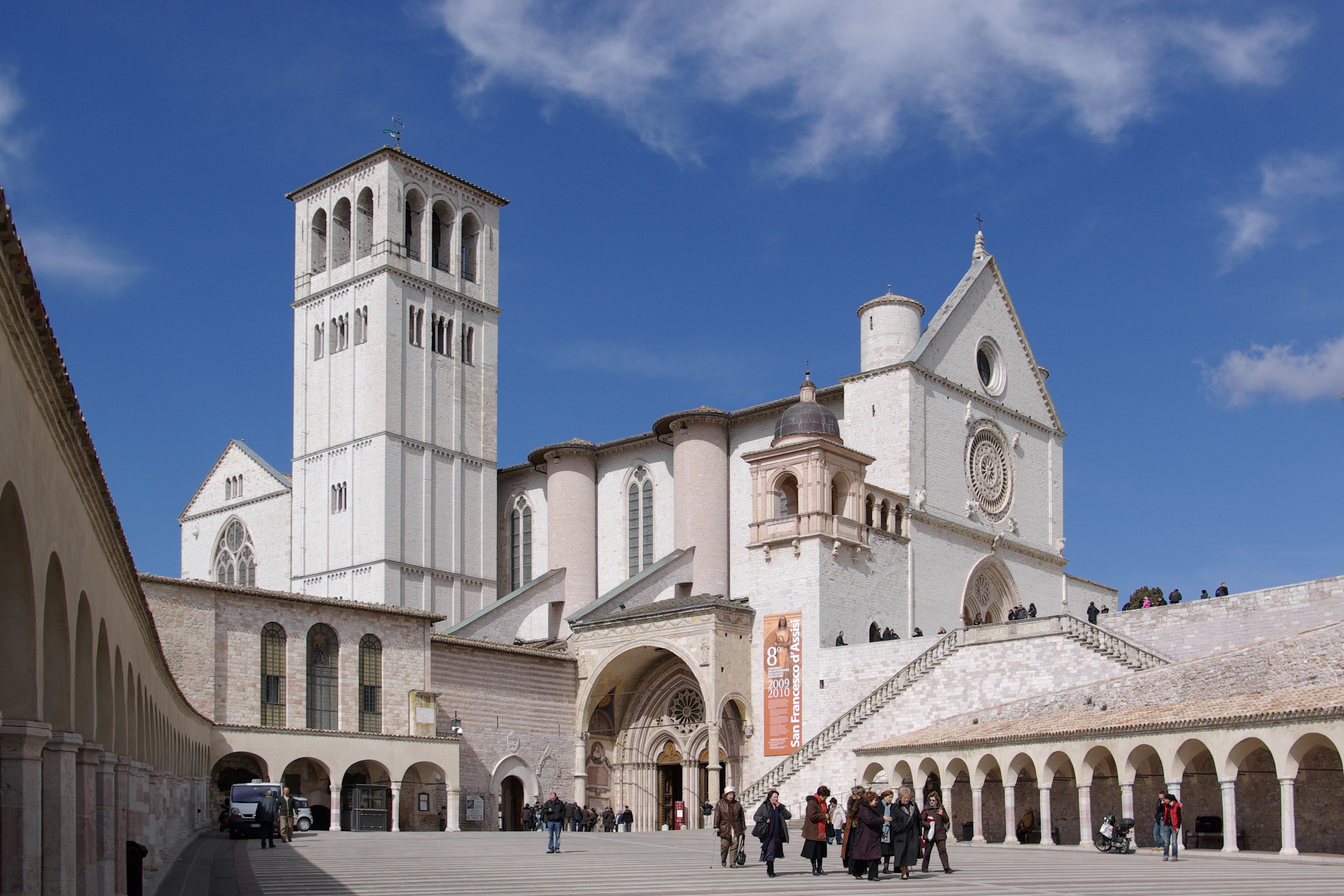
Базиліка Святого Франциска
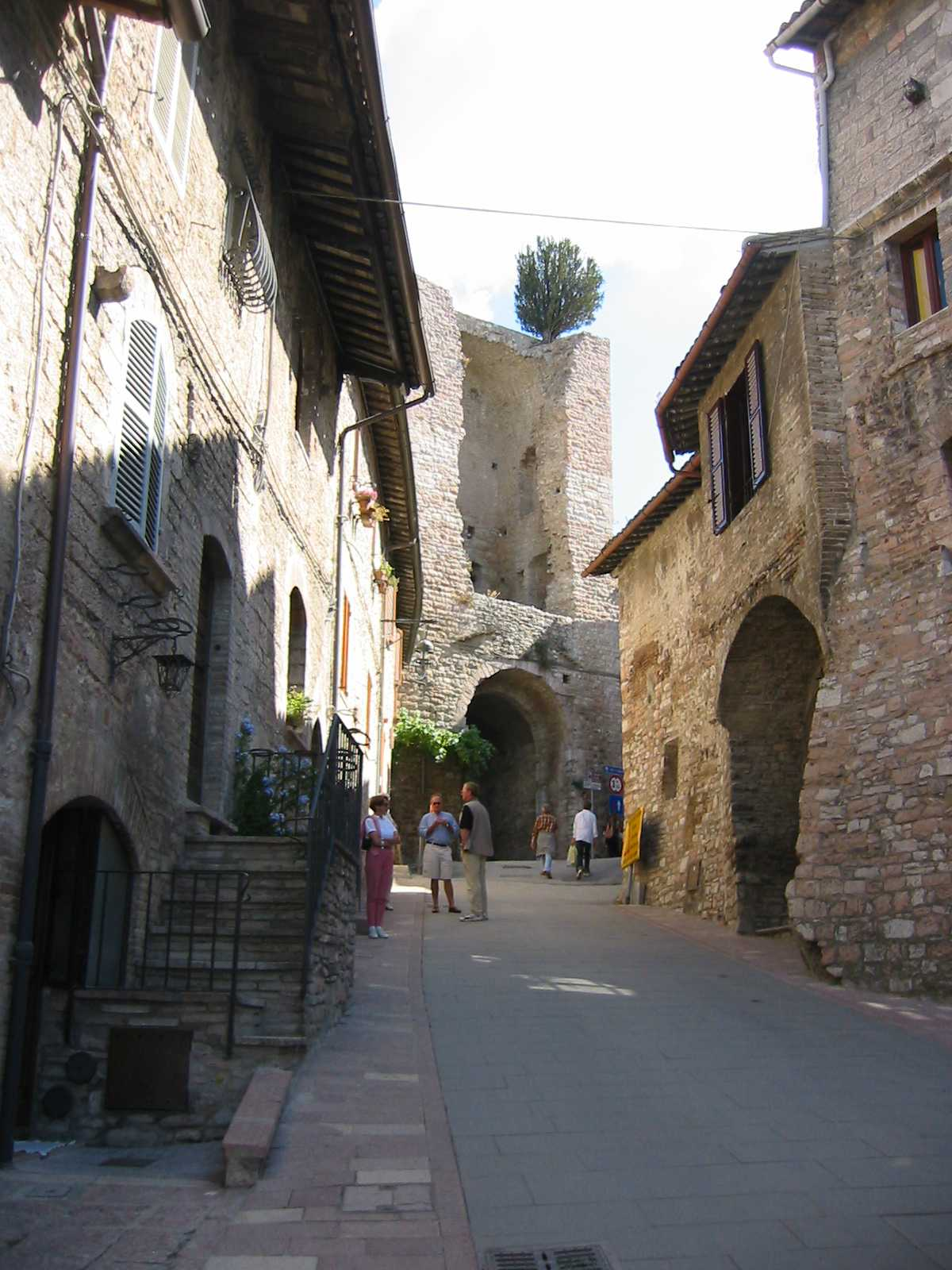
Вулиця в Ассізі
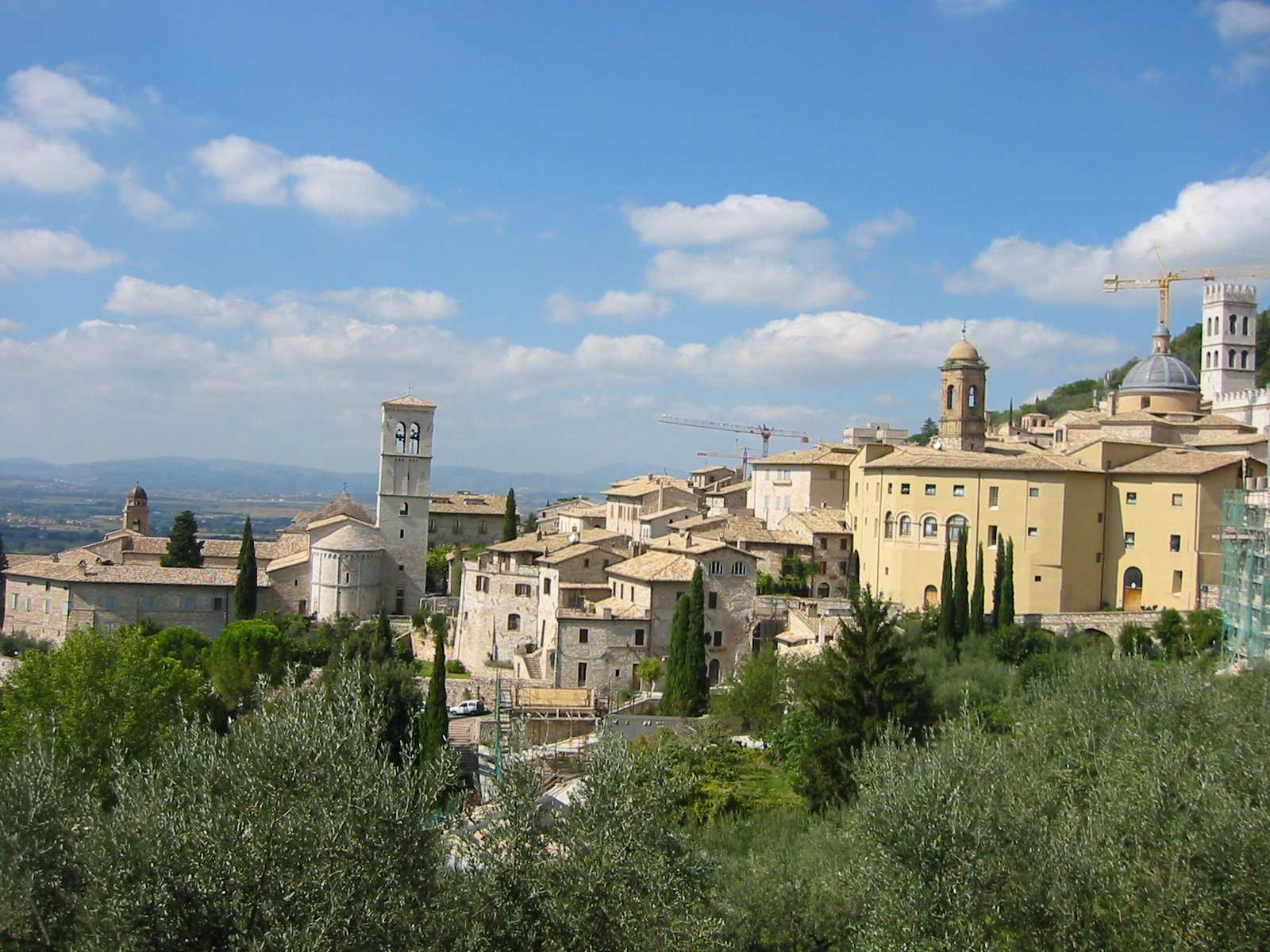
Вид на місто
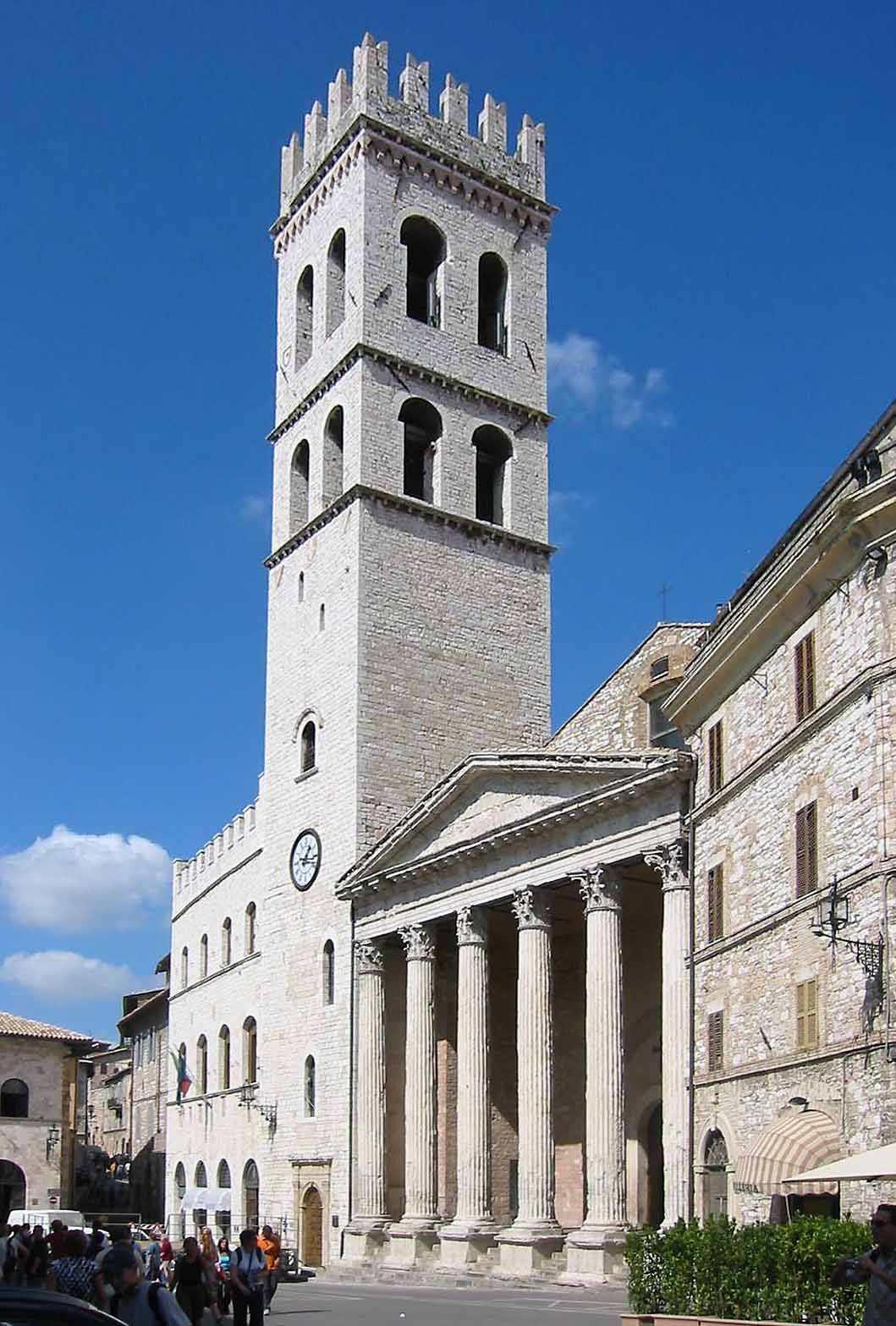
Храм Мінерви
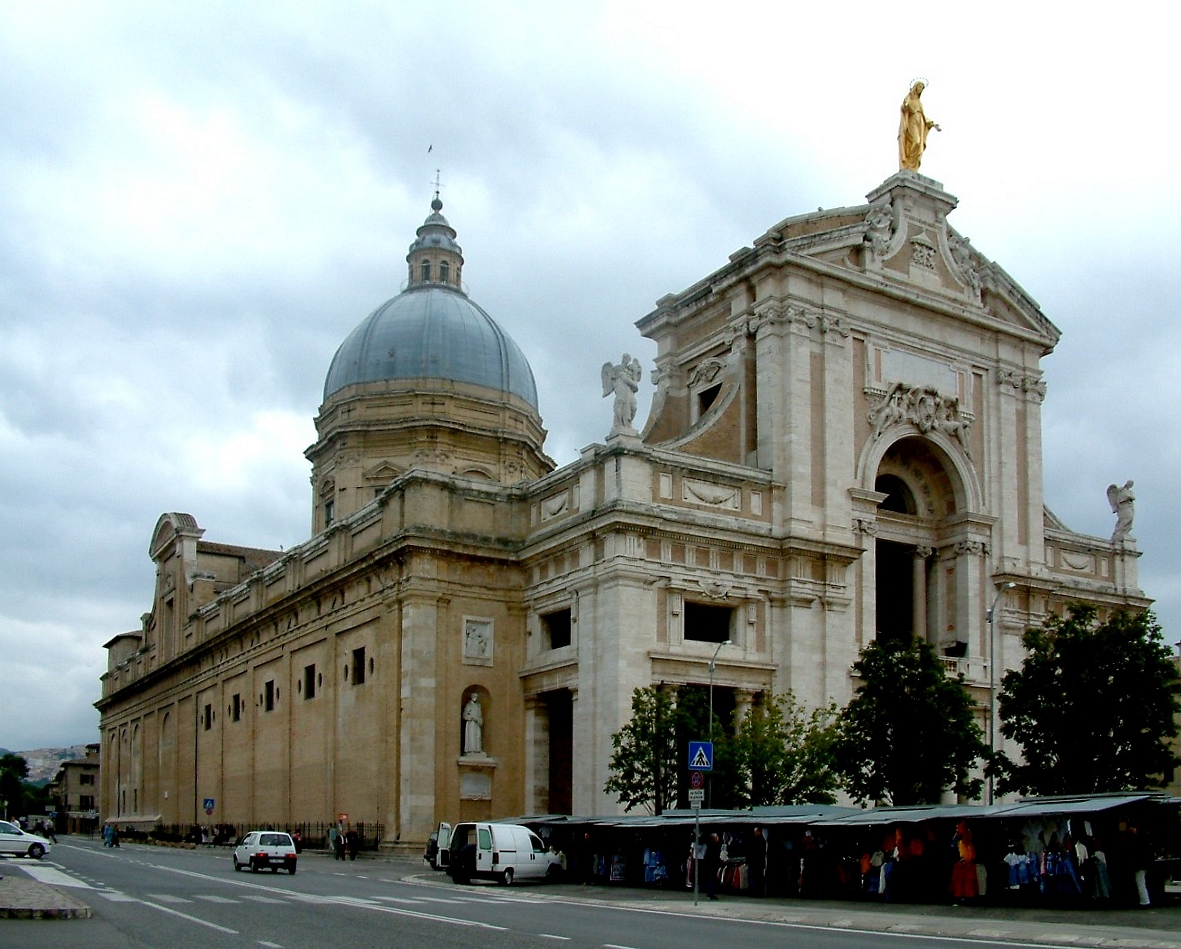
Базиліка Санта-Марія-дельї-Ангелі
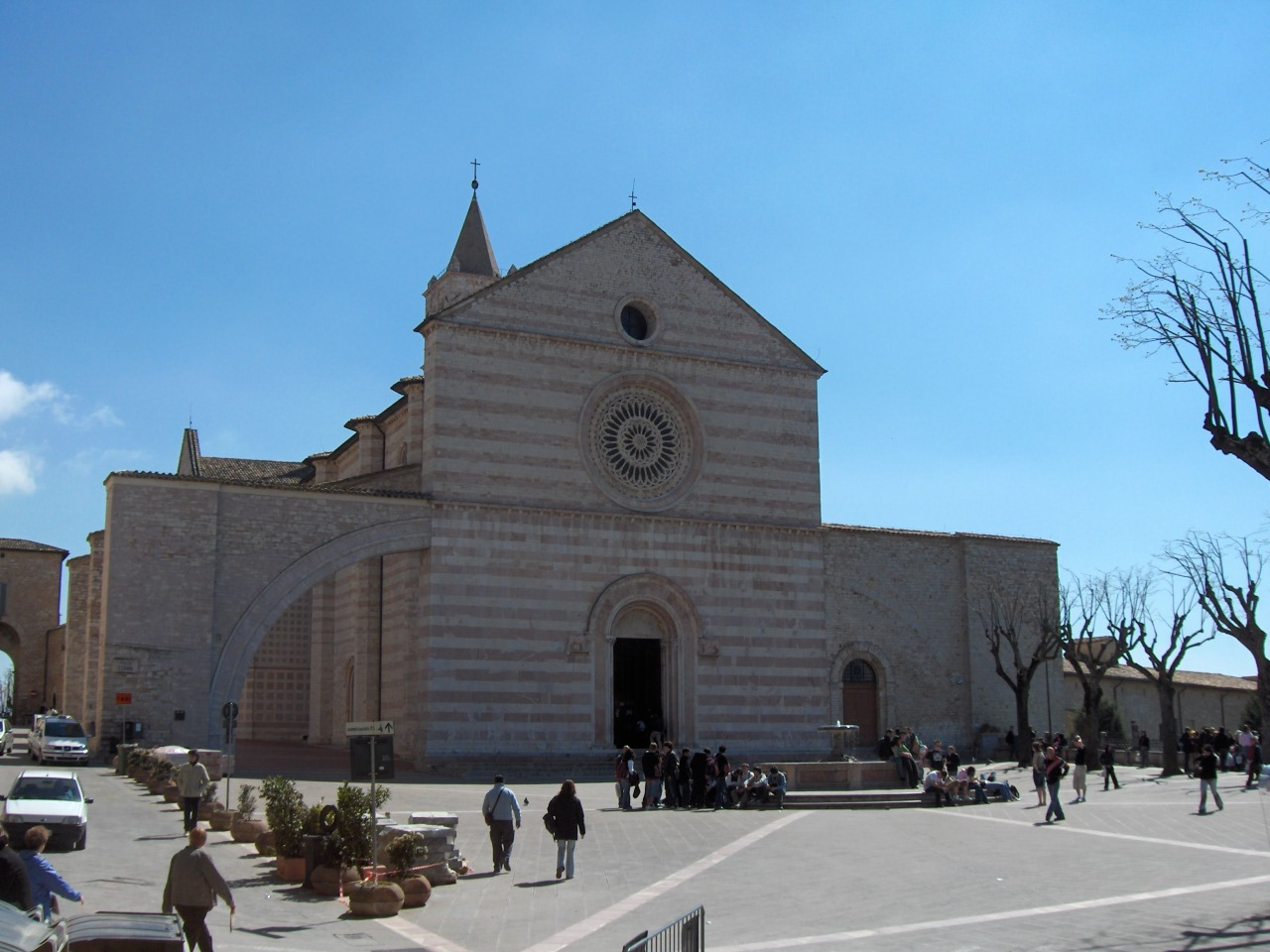
Базиліка Святої Клари